# Hans-Rudolf Merz
Hans-Rudolf Merz (født 10. november 1942) er en schweizisk politiker og medlem af Bundesrat (Det føderale råd). Han har været med i regeringen i Schweiz siden 2003, og er hjemmehørende i Beinwil am See (AG).
Merz repræsenterer partiet Freisinnig-demokratische Partei der Schweiz (FDP), og har været finansminister siden 2004.